# Maria Luísa de Hohenzollern-Sigmaringen
Maria Luísa Alexandrina Carolina de Hohenzollern-Sigmaringen (em alemão: Marie Luise Alexandra Karoline von Hohenzollern-Sigmaringen; Sigmaringen, 17 de novembro de 1845 — Bruxelas, 26 de novembro de 1912) foi uma princesa de Hohenzollern-Sigmaringen e condessa de Flandres, além de ter sido a mãe do rei Alberto I da Bélgica.

## Biografia
Maria Luísa era a segunda e última filha do príncipe Carlos Antônio de Hohenzollern, primeiro-ministro do Reino da Prússia, e da princesa Josefina de Baden, era neta de Carlos II, Grão-Duque de Baden e descendente de soberanos da Casa de Hohenzollern. Entre seus irmãos, estavam Estefânia de Hohenzollern-Sigmaringen, rainha consorte de Portugal, o rei Carlos I da Romênia e o príncipe Leopoldo de Hohenzollern, sucessor de seu pai e chefe da Casa de Hohenzollern-Sigmaringen.
No dia 25 de abril de 1867, em Berlim, Maria Luísa desposou o príncipe Filipe, Conde de Flandres, o terceiro filho do rei Leopoldo I da Bélgica e da princesa Luísa Maria de Orleães. Tiveram cinco filhos:
- Balduíno Leopoldo (1869-1891)
- Henriqueta  (1870-1948)
- Josefina Maria (1870-1871)
- Josefina Carolina  (1872-1958)
- Alberto I (1875-1934), terceiro rei dos belgas

Maria Luísa morreu em Bruxelas, aos 67 anos. Foi enterrada na Igreja de Nossa Senhora em Laeken.

## Títulos, estilos e honras

### Títulos e estilos
- 17 de novembro de 1845 – 25 de abril de 1867: Sua Alteza Sereníssima Princesa Maria Luísa de Hohenzollern-Sigmaringen
- 25 de abril de 1867 – 17 de novembro de 1905: Sua Alteza Real A Condessa de Flandres
- 17 de novembro de 1905 – 26 de novembro de 1912: Sua Alteza Real A Condessa Viúva de Flandres

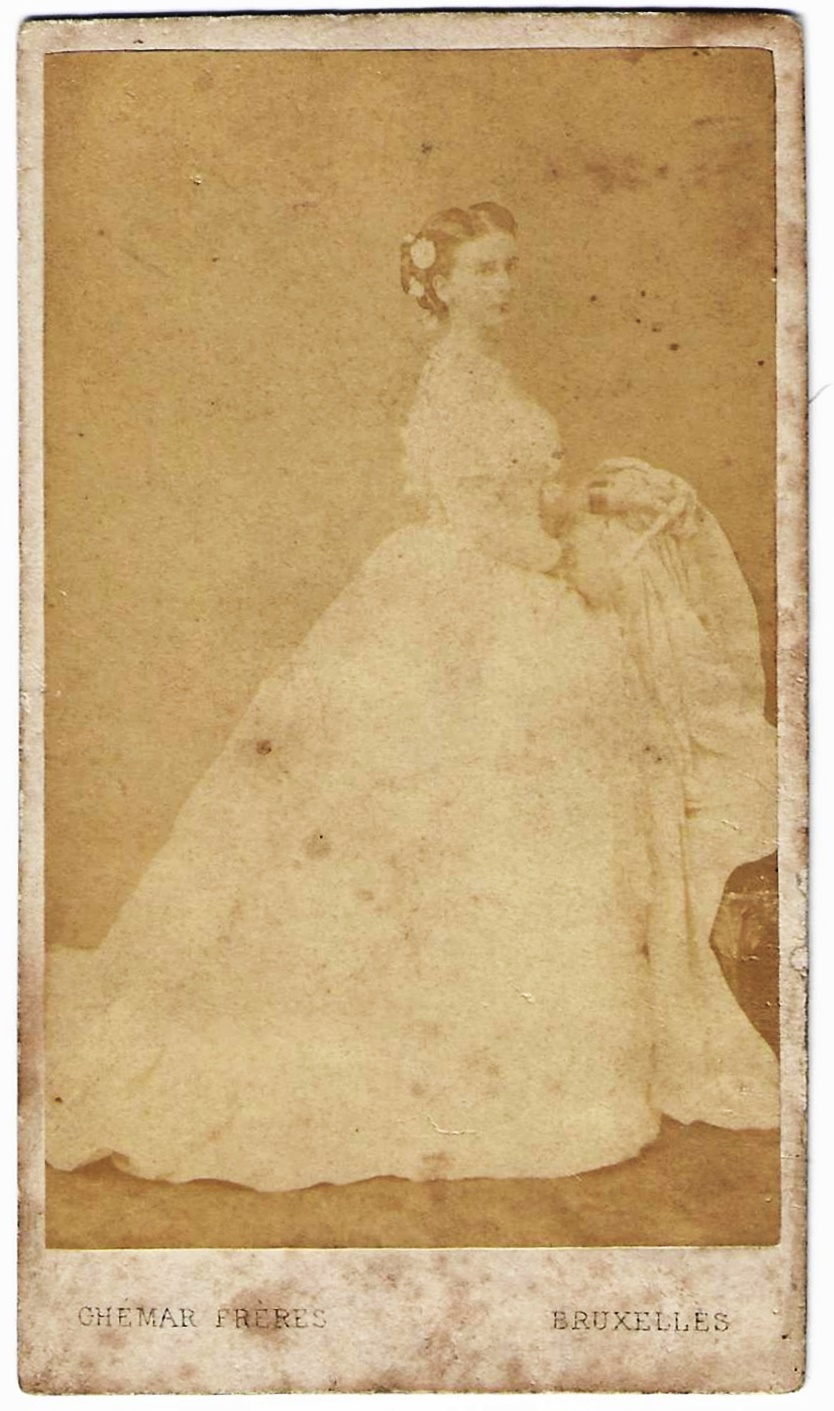
Maria Luísa de Hohenzollern-Sigmaringen, Condessa de Flandres. (Coleção Gabriel Dorneles)

O título completo era Sua Alteza Real Maria Luísa, Princesa Filipe da Bélgica, Condessa de Flandres, Princesa de Saxe-Coburgo-Gota, Duquesa na Saxônia.

### Honras
- Dama da Ordem de Santa Isabel.
- Espanha: 723.° Dama Nobre da Ordem da Rainha Maria Luísa - .
- Dama da Ordem da Cruz Estrelada.
- Dama da Ordem da Coroa de Ferro.
- Dama da Ordem Real de Santa Isabel.